# Kanał kręgowy

Jamy ciała ludzkiego

Kanał kręgowy (łac. canalis vertebralis) – miejsce, w którym znajduje się rdzeń kręgowy. Tworzą go otwory kręgowe. Rozciąga się on od poziomu pierwszego kręgu szyjnego C1, a kończy się wyjściem z kanału krzyżowego (łac. canalis sacralis) rozworem krzyżowym (łac. hiatus sacralis).